# Драган Орловић
Драган Орловић (Ваљево, 2. март 1938 – Београд, 27. септембар 2017) био је српски романсијер, књижевни критичар и путописац.

## Биографија
Основну школу и гимназију завршио је у Ваљеву (матурирао 1955), а југословенску књижевност на Филолошком факултету у Београду (дипломирао 1961). Био је сарадник у Радио-телевизији Београд (1958 – 1962), потом сарадник (од 1963) и уредник Културне рубрике „Политике експрес“ (1973 – 1987), да би до одласка у пензију (1999) био њен стални књижевни критичар. Потом сарађује једно време с листом „Република“.
Почео је да објављује књижевну критику и прозу од 1963. године у „Политици експресу“, НИН-у и Политици, а затим и у другим листовима и ревијама. Пише новинско-информативну критику, а у романима му је близак свет фантастике. Објављивао је и под псеудонимом Ненад Стрмац.

## Дела

### Романи
- Ендимионов сан, Дечје новине, Горњи Милановац, 1981,
- Дневник о Минотауру, Југославија, Београд, 1982,
- Таласон, Просвета, Београд, 1984,
- Косовски епитаф, Филип Вишњић, Београд, 1989,
- Србистан – крхотине деведесетих, необјављени роман, 1995,

### Есеји и критике
- Књиге, Милић Ракић, Ваљево, 1983,
- Батина и перо, Дечје новине, Горњи Милановац, 1990,
- Глогов прах (књиге и живот), есеји, Просвета, Београд 1997,

### Путописи
- Свирепи и сањари, 1979, Gornji Milanovac : Dečje novine, 1979,

### Биографије
- То је то – Мића Орловић, четрдесет ТВ година, Геа, Београд, 1998,

## Награде и признања
- Награда Милан Богдановић, 1977,
- Годишња награда Политике, 1973,
- Медаља СКЗ, 1992,